# Ammore e malavita
Ammore e malavita è un film musical del 2017 diretto dai Manetti Bros., con protagonisti Serena Rossi e Giampaolo Morelli.

## Trama
Don Vincenzo Strozzalone è un boss della camorra di Napoli centro, soprannominato "Il re del pesce". Dopo essersi salvato da un attentato di una banda rivale grazie all'intervento dei suoi sicari più fidati, Ciro, orfano oplontino adottato dal boss, e Rosario, detti "Le tigri", si rende conto di essere stanco di condurre questa vita. Sotto consiglio di donna Maria, la moglie cinefila, si finge morto come fa James Bond in un film. Inoltre Maria conosce un uomo che lavora in un negozio di scarpe che è un suo sosia e lo fa uccidere, in modo da rendere più credibile la cosa, e per far sì che i suoi sottoposti mantengano il segreto, decide di donare loro una parte dell'impero del marito, mentre lei e Vincenzo useranno dei diamanti conservati dalla donna dal valore inestimabile per fuggire e vivere una nuova vita. Il piano sembra funzionare, ma durante la sua degenza in ospedale il suo segreto viene compromesso da Fatima, una giovane infermiera di Torre Annunziata, che Don Vincenzo ordina di eliminare, poiché l'ha visto.
Ciro e Rosario sono in ospedale alla ricerca della ragazza, che casualmente incrocia Ciro e riconosce in lui il ragazzo con cui è cresciuta a Torre Annunziata e il suo primo grande amore, prima che questi, dopo la morte del padre per mano di sconosciuti e desideroso di vendetta, decidesse di entrare nella cosca di Don Vincenzo. Ciro, che non l'ha mai dimenticata, non può quindi ucciderla e fugge con lei verso la città natia. Rosario, che ha visto l'amico scappare con la ragazza dopo averlo minacciato con la pistola e sparato alla moto, lo riferisce a Don Vincenzo e Donna Maria, e questi, convinti che Ciro sia in realtà complice della cosca rivale, quindi un traditore, decidono di eliminare sia lui che la ragazza, mettendo una taglia sulla sua testa, mentre Rosario è intenzionato a eliminarlo più che mai perché si sente tradito da lui, in quanto si sono addestrati assieme e hanno condiviso così tante avventure da considerarsi fratelli. Ciro, intanto, per proteggere Fatima la nasconde a casa dello zio torrese che vive di contrabbando, mentre lui elimina buona parte dei sicari del suo boss per evitare che lo bracchino in futuro. Donna Maria e Rosario, consultando la pagina Facebook di Fatima, scoprono della relazione tra lei e Ciro, e il killer comincia a svolgere delle indagini per trovarlo, scoprendo che lo zio di Ciro, Mimmo, ha una figlia a New York, perciò chiama un suo contatto in America per andare da lei, dopodiché questi obbliga Mimmo a riferire a Rosario gli spostamenti di Ciro. Mentre si trova al porto per regolare i conti con altri criminali, Ciro viene affrontato da Fatima, e per obbligare Ciro a darle ascolto si ammanetta a lui, perciò questi è costretto ad affrontare i sicari con la "zavorra" rappresentata da Fatima.
Fatima assiste al massacro e rimane disgustata da quel che è diventato Ciro, ma non possono discuterne perché altri uomini del boss, richiamati da Mimmo e con a capo Gennaro, li obbligano a ripiegare all'ultimo piano dell'edificio, dove il giovane elimina senza poche difficoltà l'ennesima minaccia, compreso Gennaro, rimanendo però ferito ad una mano. Ciro non riesce a capire come sia possibile che gli scagnozzi di don Vincenzo sapessero dove si trovava, ma Fatima, avendo sentito Mimmo parlare con qualcuno mentre era nascosta sulla barca, intuisce che lo zio li ha traditi, ottenendo una confessione dallo stesso poco dopo. Fatima è però stanca di tutte queste morti e decide che ora faranno come dice lei. Intanto Rosario, che non aveva potuto raggiungere gli altri perché scampato ad un agguato del boss rivale del suo, arriva sul luogo della strage e giura davanti al cadavere di Gennaro di vendicarsi. Poco tempo dopo, durante il funerale del finto boss Ciro si presenta davanti a donna Maria, sapendo che non possono fargli niente davanti alla gente, alla stampa e alla polizia che sono accorsi alla cerimonia, ma mentre Ciro si fa inseguire da Rosario, Maria si accorge che Ciro le ha rubato dalla collana la chiave del bunker dove è nascosto suo marito, così fa comunicare a Vincenzo che il luogo non è più sicuro e che deve fuggire. Nel mentre Fatima si reca a casa di don Vincenzo e fingendosi una sua cameriera comunica alle autorità che egli è vivo e si trova in casa propria. La polizia, seppur incredula, si reca sul luogo e con stupore scopre che il boss è davvero vivo, così lo arresta assieme ai pochi uomini del boss, mentre gli agenti presenti al funerale arrestano donna Maria.
Ciro e Rosario hanno un ultimo confronto su una spiaggia, dove il primo non vorrebbe uccidere il secondo perché gli vuole bene, ma alla fine, dopo un estenuante confronto, è costretto ad eliminarlo, con grande rammarico. Inaspettatamente, però, zio Mimmo, mentre si trova sulla sua barca, tira fuori un mitragliatore e spara a Ciro davanti allo sguardo impotente di Fatima, uccidendolo, inviando poi il video della sua morte al sicario di New York, il quale soddisfatto lascia la casa della figlia di Mimmo per non tornare mai più.
Tempo dopo Fatima si trova all'aeroporto, dove viene raggiunta da Ciro, ancora vivo: il piano di Fatima infatti consisteva nel far credere a tutti che Ciro fosse morto, e per farlo si sono rivolti ad una sua amica esperta di effetti speciali per simulare gli spari su Ciro. Egli, dopo aver fatto credere di essere morto e aver dato un ultimo saluto al suo defunto amico, si è tuffato in mare per far credere che la marea lo avesse portato via, il tutto mentre Fatima, dopo aver chiamato la polizia, aveva approfittato del caos generale per entrare nel bunker e rubare i diamanti che donna Maria conservava in un posto segreto. Dopo aver donato alcuni diamanti a zio Mimmo i due tengono il resto per sé e partono via, lasciandosi quella terribile storia alle spalle per vivere una nuova vita assieme.

## Distribuzione
Il film è uscito nelle sale italiane il 5 ottobre 2017 ed ha incassato 1,6 milioni di euro, conquistando il terzo posto nella classifica dei maggiori incassi in Italia della stagione cinematografica 2017-2018

## Riconoscimenti
- 2018 - David di Donatello
  - Miglior film a Carlo Macchitella e Manetti Bros.
  - Migliore attrice non protagonista a Claudia Gerini
  - Migliori costumi a Daniela Salernitano
  - Miglior musicista a Pivio e Aldo De Scalzi
  - Miglior canzone originale a Pivio e Aldo De Scalzi e Serena Rossi e Franco Ricciardi e Giampaolo Morelli per Bang Bang
  - Candidatura per il Miglior regista a Manetti Bros.
  - Candidatura per la Migliore sceneggiatura originale a Manetti Bros. e Michelangelo La Neve
  - Candidatura per il Miglior produttore a Carlo Macchitella e Manetti Bros.
  - Candidatura per il Migliore attore non protagonista a Carlo Buccirosso
  - Candidatura per la Migliore scenografia a Noemi Marchica
  - Candidatura per il Miglior trucco a Veronica Luongo
  - Candidatura per la Miglior acconciatura a Antonio Fidato
  - Candidatura per il Miglior montaggio a Federico Maria Maneschi
  - Candidatura per il Miglior suono a Lavinia Burcheri, Simone Costantino, Claudio Spinelli, Gianluca Basili, Sergio Basili, Antonio Tirinelli, Nadia Paone
  - Candidatura per il Migliori effetti speciali visivi a Palantir Digital
- 2018 - Nastro d'argento
  - Nastro d'argento alla migliore colonna sonora a Pivio e Aldo De Scalzi
  - Nastro d'argento alla migliore canzone originale per Bang bang interpretata da Pivio e Aldo De Scalzi e Serena Rossi
  - Premio Nino Manfredi a Claudia Gerini per Ammore e malavita e A casa tutti bene
  - Candidatura per il Migliore film commedia ai Manetti Bros.
  - Candidatura per il Miglior produttore a Madeleine, Rai Cinema: Carlo Macchitella e Manetti Bros.
  - Candidatura per il Miglior attore in un film commedia a Carlo Buccirosso e Giampaolo Morelli
  - Candidatura per la Miglior attrice in un film commedia a Claudia Gerini e Serena Rossi
  - Candidatura per la Miglior fotografia a Francesca Amitrano
  - Candidatura per i Migliori costumi a Daniela Salernitano
  - Candidatura per il Migliore sonoro in presa diretta a Lavinia Burcheri
- 2018 - Ciak d'oro
  - Miglior regista a Manetti Bros.[1]
  - Migliore attrice non protagonista a Claudia Gerini[1]
  - Miglior colonna sonora a Pivio e Aldo De Scalzi[1]
  - Miglior canzone originale a Pivio e Aldo De Scalzi e Serena Rossi e Franco Ricciardi e Giampaolo Morelli per Bang Bang[1]
  - Ciak d’oro Colpo di fulmine femminile a Serena Rossi[1]
- 2018 - Globo d'oro
  - Migliore commedia ai Manetti Bros
  - Candidatura per la Migliore musica a Pivio e Aldo De Scalzi
- 2017 - Mostra internazionale d'arte cinematografica di Venezia[2]
  - Premio Pasinetti al Miglior Film
  - Premio Pasinetti ai migliori attori per il cast
  - Menzione speciale al Premio Soundtrack Stars per le musiche di Pivio e Aldo De Scalzi
  - Premio La Pellicola d'Oro per il migliore direttore di una produzione italiana in concorso a Daniele Spinozzi
  - In competizione per il Queer Lion[3]
  - In competizione per il Leone d'oro al miglior film
  - In competizione per il Green Drop Award[4]
- 2017 - Noir in Festival
  - Candidato al Premio Caligari[5]